# Castle Crashers
Castle Crashers est un jeu vidéo indépendant développé et édité par The Behemoth. Annoncé pour la première fois durant la Comic-Con 2006, le jeu est disponible au téléchargement sur le service Xbox Live Arcade, depuis le 27 août 2008, à un prix de 1200 points Microsoft (environ 15 €). Le jeu est sorti à l'occasion du premier Summer of Arcade. Il est maintenant disponible sur PlayStation Network depuis le 2 Octobre 2010, pour 15,00 $ Argent PlayStation (environ 15 $) et sur PC depuis le 26 septembre 2012 pour 15 $ sur Steam.

## Système de jeu
Le jeu est un beat 'em up (défilement horizontal), jouable de 1 à 4 joueurs (en local ou sur Internet). Le joueur peut incarner les quatre personnages de base, ou l'un des personnages débloquables au fur et à mesure de l'accomplissement des missions. Il peut se battre à l'aide des différentes armes qu'il peut trouver, et de ses pouvoirs magiques. Au fur et à mesure qu'il avance dans le jeu, le personnage gagne de l'expérience, ce qui lui permet de débloquer de nouvelles combinaisons d'attaque, et d'améliorer ses différentes aptitudes telles que la force, la puissance magique, la défense et l'agilité (rapidité). Le jeu est divisé en niveaux, ou zones. Une fois qu'un niveau est fini, un autre niveau est débloqué, et ainsi de suite. En mode multijoueurs, si l'un des alliés meurt dans la bataille, un des autres joueurs peut le ressusciter en appuyant de manière répétée sur le bouton Y. Suivant la précision de l'action en touchant le milieu de la jauge de résurrection, le joueur mort revient à la vie avec plus ou moins de points de vie.
Le jeu comprend aussi plusieurs armes (qui peuvent être trouvées dans les niveaux, sur les monstres ou cachés dans des coffres), ainsi que des familiers (ou orbes d'animaux) qui aident le joueur dans sa quête. À la fin de certains niveaux se trouve un boss de fin, qu'il faut combattre afin de délivrer la princesse et obtenir son baiser. En multijoueur, les quatre joueurs doivent se battre entre eux afin de savoir lequel obtiendra le fameux baiser.

### Personnages
On peut trouver dans le jeu plusieurs personnages. À la base, on dispose des chevaliers de couleurs. Au fil des niveaux, ou en gagnant des défis dans les arènes, on peut débloquer certains personnages. Voici en dessous la liste de quelques personnages :

### Personnages de départ
- Chevalier rouge : Disponible dès le départ, pouvoir de foudre
- Chevalier bleu : Disponible dès le départ, pouvoir de glace
- Chevalier vert : Disponible dès le départ, pouvoir de poison
- Chevalier orange : Disponible dès le départ, pouvoir de feu
- Chevalier rose : Disponible sur nintendo switch dés le départ
- Chevalier mauve (ou forgeron) : Disponible sur nintendo switch dés le départ

### Personnages déblocables
- Chevalier Gris : Disponible si l'on tue le chef barbare, pouvoir de flèches
- Chevalier squelette : Disponible à la fin du jeu, débloqué si l'on joue avec le chevalier rouge, pouvoir de foudre
- Chevalier industriel : Disponible à la fin du jeu, débloqué si l'on joue avec le chevalier bleu, pouvoir de glace
- Démon de feu : Disponible à la fin du jeu, débloqué si l'on joue avec le chevalier orange, pouvoir de feu
- Garde royal : Disponible à la fin du jeu, débloqué si l'on joue avec le chevalier vert
- Iceskimo : Disponible si on termine l'arène de glace, pouvoir de glace
- Voleur : Disponible si on termine l'arène des voleurs, pouvoir de flèches
- Barbare : Disponible si on termine l'arène du roi, pouvoir d'armes
- Chevalier en armure : Disponible si on termine l'arène du volcan, pouvoir de bombes
- Paysan : Disponible si on termine l'arène du paysan, pouvoir blanc
- Sarrasin : Disponible à la fin du jeu, débloqué si l'on joue avec le garde royal, pouvoir de sable
- Ours : Disponible à la fin du jeu, débloqué si l'on joue avec le  chevalier squelette, pouvoir du vent
- Escrimeur : Disponible à la fin du jeu, débloqué si l'on joue avec le chevalier industriel, pouvoir violet
- Ninja : Disponible à la fin du jeu, débloqué si l'on joue avec le démon de feu, pouvoir blanc
- Chevalier Noir : Disponible à la fin du jeu, débloqué si l'on joue avec le chevalier gris, pouvoir blanc
- Apiculteur : Disponible à la fin du jeu, débloqué si l'on joue avec le barbare, pouvoir violet
- Chevalier Sylvestre : Disponible à la fin du jeu, débloqué si l'on joue avec le voleur, pouvoir vert
- Civil : Disponible à la fin du jeu, débloqué si l'on joue avec le paysan, pouvoir blanc
- Brute : Disponible à la fin du jeu, débloqué si l'on joue avec le Iceskimo, pouvoir orange
- Alien Hominid : Disponible uniquement si l'on possède le jeu destroy all humans et après y avoir débloqué au moins un succès ou finir la mission Alien Ship sur Steam
- Hatty Hattington : Disponible uniquement si l'on possède le jeu BattleBlock Theater et après y avoir débloqué au moins un succès
- Chevalier Rose : DLC téléchargeable sur Steam et sur PlayStation 3
- Forgeron  (Ou Chevalier Violet) : DLC téléchargeable sur Steam et sur PlayStation 3

## Postérité
Castle crashers est, avec Braid, l'une des premières réussites en matière de jeux dématérialisés sur la plateforme en ligne Xbox Live Arcade. Il s'est vendu à plus de 20 millions d'exemplaires.